# Yndio do Brasil
Yndio do Brasil é um documentário brasileiro de 1995, escrito e dirigido por Sylvio Back e narrado por José Mayer.

## Sinopse
Colagem de dezenas de filmes nacionais e estrangeiros de ficção, cinejornais e documentários, revelando como o cinema vê e ouve o índio brasileiro desde quando foi filmado pela primeira vez, em 1912. São imagens surpreendentes, emolduradas por musicas temáticas e poemas, que transportam o espectador a um universo idílico e preconceituoso, religioso e militarizado, cruel e mágico, do índio Brasileiro.

## Ficha técnica
- Tempo de duração: 70 minutos
- Produção: Margit Richter e Usina de Kyno
- Música: Jairo Severiano
- Fotografia: Mário Cereghino, Francisco Sérgio Moreira, Cosme Alves Netto e Carlos Alberto de Souza
- Edição: Francisco Sérgio Moreira

## Prêmios
XXII Jornada Internacional de Cinema da Bahia
- Melhor documentário de Longa-Metragem. BA, 1995;

Festival de Figueira da Foz
- Melhor Documentário em Língua Portuguesa e Espanhola, Portugal, 1996.

Prêmio Especial do Júri
- C Fest Cine, Florianópolis, SC. 1997.